# Campeonato Alagoano Segunda Divisão 2017
In 2017 werd de 31ste editie van het Campeonato Alagoano Segunda Divisão gespeeld voor voetbalclubs uit de Braziliaanse staat Alagoas. De competitie werd georganiseerd door de FAF en werd gespeeld van 16 september tot 4 november. Dimensão Saúde werd kampioen.

## Eindstand
| Plaats | Club                | Wed. | W | G | V | Saldo | Ptn. |
| ------ | ------------------- | ---- | - | - | - | ----- | ---- |
| 1.     | Dimensão Saúde      | 8    | 6 | 1 | 1 | 23:9  | 19   |
| 2.     | Zumbi               | 8    | 6 | 1 | 1 | 18:6  | 19   |
| 3.     | Penedense           | 8    | 5 | 2 | 1 | 21:4  | 17   |
| 4.     | Santa Cruz          | 8    | 5 | 1 | 2 | 12:9  | 16   |
| 5.     | Ipanema             | 8    | 3 | 1 | 4 | 8:11  | 10   |
| 6.     | Desportiva Aliança  | 8    | 2 | 3 | 3 | 15:13 | 9    |
| 7.     | São Domingos        | 8    | 2 | 0 | 6 | 11:19 | 6    |
| 8.     | Agrimaq             | 8    | 1 | 1 | 6 | 8:25  | 4    |
| 9.     | Comercial de Viçosa | 8    | 1 | 0 | 7 | 2:22  | 3    |

|  | Kampioen |

## Kampioen
| Campeonato Alagoano de 2017 - Segunda Divisão |
| Alagoas                                       |
| --------------------------------------------- |
| DIMENSÃO SAÚDE Kampioen (1° titel)            |